# 荒美年政
荒美 年政（あらみ としまさ、1978年6月4日 - ）は、島根県出身の元騎手（地方・益田所属）・現厩務員（大井所属）。

## 経歴
1996年に益田・大賀孝司厩舎からデビューし、沖野耕二の弟弟子となる。10月5日の益田第4競走アラ系一般D3・カシマオジョウ（6頭中2着）で初騎乗を果たし、同馬に騎乗した同13日の第4競走・アラ系一般D5で初勝利を挙げる。
3年目の1998年には6月28日の第4競走アラ系一般C・ウイニングサンサンで通算100勝を達成し、人麿特別・タマショウキング で重賞初制覇を決めるなど活躍し、リーディングでも世良澄衛の2位と躍進。
1999年5月3日には第10競走黒松特別でキャプテンシーに騎乗し、後に地方の平地最多勝記録（46勝）を打ち立てるニホンカイキャロルを敗って200勝を達成。同年には自己最多の115勝を挙げてリーディングを獲得し、みどり賞・カシマオーで重賞2勝目をマーク。
2000年5月28日の第8競走アラ系一般AB・ヤマイチタモンテンで300勝を達成し、人麿特別ではテンテンアローで重賞3勝目と同レース2勝目 、まほろば賞でハニーウィンを逃げ切らせて重賞4勝目を挙げる。2着は兄弟子の沖野が騎乗する益田優駿馬イッテンヨカイチで、大賀孝厩舎のワンツーとなった。まほろば賞の優勝レイは2022年に他の重賞のレイと共に市内の牧場に展示され、大賀は17枚中11枚を展示している。
2001年は2月23日に中津へ遠征し、ガーネット特別で10頭中8番人気のモナクホクトを2着に導く 。4月8日の第7競走サラ一般で1番人気のナショナルダンサーに騎乗するが、競走中止になったのが最後のレースとなった 。1月28日の第7競走アラ系一般B・ヤマテツヒリュウが最後の勝利となり、同年限りで現役を引退。
引退後は大井で厩務員となり、月岡健二厩舎では2011年にマイルグランプリを勝ったボクを担当し 、福永敏厩舎では2018年と2019年にTCK大賞最優秀厩務員賞を受賞 。

## 通算成績
- 2243戦382勝　勝率16.9%、連対率32.6%

### 主な騎乗馬
- タマショウキング（1998年人麿特別）
- カシマオー（1999年みどり賞）
- テンテンアロー（2000年人麿特別）
- ハニーウィン（2000年まほろば賞）